# Клинове (Голованівський район)
Кли́нове — село в Голованівській громаді Голованівського району Кіровоградської області України. Населення становить 943 осіб.

## Історія
Село Клинове розкинулося на обох берегах невеличкої річечки, притоки Циганки, котра впадає у Кайнару, а та – в Ятрань. Щонайменше кілометрів п’ятнадцять на схід до цього поєднання, хоча на північ від села до Ятрані рукою подати. Тут, у сусідньому селі Ладиженці Уманського району, за якихось кілометрів п’ять вона змінила свій напрям і обійшла Клинове стороною.
Свідчення, коли появилося на українській землі село і чому його так назвали, на початку 1960-х років записали вчителі школи від старожилів. Старі люди розповідали їм, що засноване Клинове приблизно 370 років тому. Тоді сюди з Полісся перебралося дві сім’ї. Вони зайняли місце на лівому березі річки біля кленового гаю. Одна за кущами, інша – за болотом, звідки й отримали свої прізвища – Закушняки та Заболотні. Отже, Закушняки і Заболотні, по суті, стали засновниками села. Чимало їх було на довгому віку, є вони в селі і зараз.
Чи жили люди у цій місцині до приходу поліщуків, важко сказати. Але маємо не забувати, що переселення відбувалися за певними орієнтирами. Можливо, хтось із предків тих Закушняків, Заболотних вже тут жив колись, але лиха недоля свого часу погнала їх у безпечніші місця. Маємо писемні згадки про те, що ще XV ст. великі володіння на Уманщині мав Семен Кошка, потім – Ф. Четвертинський, К. Острозький, О. Сангушко, М. Забаразький. А до Умані від Клинового по прямій якихось 25 кілометрів.
То були важкі роки, коли заснувалось село. 1551 року татари спустошили Брацлавщину, до складу якої входили наші землі. Очевидно, не оминула орда і нинішнє Клинове. У всякому разі пізніше ці землі вже почали називатися як “Гуманська пустинь”, тобто безжиттєва територія. У кінці XVI на початку XVII століття “В цих пустелях (Звенигородщині і Уманщині) взамін урядової колонізації, почалось нове заселення шляхом приватної ініціативи і підприємливості. Підприємцями стали козаки-землевласники – клас, з яким ми тут вперше зустрічаємося… Незважаючи на такі обширні володіння, власники їх (попередники магнатів Каліновських і Потоцьких) продовжували називатися «козаками» (1).
Очевидно, що і перші поселенці Клинового були козаками. У всякому разі вільнолюбивий козацький дух клинівчани не раз демонстрували у своїй довгій історії.
З огляду на те, що отримало воно назву від «клена» (згадаємо інші сусідні села за назвою дерев та гаїв – Вербове, Семидуби, Вільхове, Дубове), воно мусило б називатися Кленове. Десь до 70 років минулого століття так і було, але потім його чомусь почали записувати по-іншому і нині в усіх документах воно вже Клинове. А шкода. Адже за заміною літери, слідує і зміна суті змісту та значення.
Не виключено, що оті перші Закушняки та Заболотні з’явилися тут з іншої причини. У 1596 році після Берестейської унії Польща вирішила силоміць перевести православних на католицтво, і православні, щоб уникнути такої долі, частенько шукали собі вільні землі, аби зберегти свою душу від лукавого.
Звертає на себе увагу факт існування в селі в середині XIX століття товариства із 50 домогосподарств. Чи не прообраз це майбутніх колективних господарств (колгоспів), які з’являться в 20-30-х роках двадцятого століття? В якійсь мірі так. Але це товариство було створено добровільно, ніхто туди нікого не заганяв силою.
Втім, дивуватися виникненню товариства в ті далекі роки не доводиться. Ще граф Станіслав Потоцький, володар десятків тисяч посполитих, творець уславленого Уманського дендропарку «Софіївка» після приборкання гайдамацького руху стимулював у своїх володіннях людове самоврядування, скоротив панщину до 36 днів на рік, а на представницькому Брацлавському з’їзді 1788 р. “наполягав, аби на очікуваному сеймі депутати з України твердо вотували пільги «хлопам» (6).
Лівобережна земля Клинового знаходилась у руках псярівського пана Богуцького (Псярівка, село сусіднього Уманського повіту). Отож цю частину села, як, до речі, Грузьке та Семидуби, свого часу називали ще й Псярівськими хуторами. Правобережна ж земля належала якійсь пані «майорші» і панові Хомі Веровенку (чи Воровенку, як у «Подільських єпархіальних відомостях»), який з часом мав у своєму користуванні вже 240 десятин землі.
XX століття розпочалося війнами, революційними виступами і реформами. Під час столипінської земельної реформи за кілька кілометрів від Клинового появився хутір Ковалівка, назване, нібито, на честь першого поселенця Коваля. Хутір швидко розростався за рахунок селян переважно з сіл Дубове і Вербове, які купляли тут землю, будувалися і займалися хліборобською справою.
Щоправда, мирне життя перервала Перша світова війна, на яку були призвані чимало клинівських та ковалівських чоловіків. Замість мирної праці, зростання добробуту, що обіцялося реформою, село отримало нову біду – воно не тільки залишалося без робочих рук, а й без засобів існування.
Матеріальне становище катастрофічно погіршувалося. І коли в червні-липні 1916 р. в Україні розпочався сільськогосподарський перепис, селяни сприйняли його як чергове зазіхання на їх права та власність. Перепис викликав рішучий протест та селянські заворушення.
Над переписувачами часто чинили насилля, як це траплялося у сусідніх селах. Наприклад, у Синьках на них порвали одяг, нанесли побої. У Грушці, викрикуючи «не бажаємо знову панщини», силоміць забрали в переписувачів і спалили статистичні документи. У самому Клиновому, а також Таужному, Синьках, Юзефівці (нині Йосипівка), Мечиславці, Луполовому, Розношенцях, Вільшанці, Саврані відбулися сутички селян з поліцією, а в Даниловій Балці – збройна сутичка з урядовими військами. У цих селах було заарештовано і відправлено до тюрми в Трояни кілька сотень чоловік. Селяни спробували були відбити в поліції заарештованих, але це їм не вдалося (10).
Постріли «Аврори», які оголосили початок революції в Петербурзі, долинули і до нашого краю. Почувши заклики більшовиків «грабь награблєноє», селянська біднота нападала на панів, палила їх маєтки. Таким чином було знищено садибу панів Богуцького та Веровенка. У 1918 році в селі було проголошено Радянську владу, але майже одразу розгорілась громадянська війна. Хто тільки не бував у ці роки у наших краях – і австро-угорські війська, і німецькі, і денікінські. І всі вони хотіли панувати на багатих українських землях.
Восени 1919 року в селі відбулася невелика битва між махновцями і денікінцями. Останні відступили до Полонистого. Через день-два в районі цього села відбувся великий бій, який завершився перемогою селянської армії Нестора Махна. Серед тих, хто воював на боці Махна були і жителі Клинового Юхим Крижанівський та Михайло Раснюк. Обидва вони пізніше перейшли до Червоної армії.
Сформовані на різних ідеологічних засадах, розрізнені українські сили не могли ефективно протидіяти ворогам. І цим щонайкраще скористалася більшовицька Москва, яка в 1921 році взяла під контроль всю Україну, і почала встановлювати радянську владу на селі.
Поміщицьку землю було розділено між селянами по гектару «на їдака», утворювались комітети бідноти, революційні волосні комітети. Від нової влади серед іншого вимагалося збирати хліб голодаючим Поволжя та Петербурга. Причому питання ставилося руба: “Кожний зайвий день із затягуванням продподатку несе смерть тисячам голодуючих. Той, хто приховав зайвий пуд зерна, – убивця голодного”, – писала газета Балтського Повітревкому і Повнаркому КП(б)У “Червоне село” (12). Якщо хто залишав для себе, для своєї сім’ї хліб – він убивця, ворог, його чекав якщо не розстріл, то виселення на Соловки. Не дивно, що вже на кінець 1921 року над Україною зависла загроза голоду.
Розкрадене, зруйноване громадянською війною українське село ледь могло себе протримати, а червоні продподаткові загони вимагали все більше й більше хліба. Проте цьому успішно протистояли невеликі партизанські загони. Виник такий і в Клиновому. Його організував і очолив колишній прапорщик царської армії Петро Антонович (кличка “Чорна борода”).
Вивчаючи історію села, вчителі Ніна Всеволодівна Соханєвич та Фаїна Харитонівна Сиволап (1960-ті роки) називали цей загін бандою і записали від клинівчан, що до неї входило 250-300 чоловік. Зрозуміло, що ніхто не повірить у те, що третина села була бандитами. Викликає сумнів і така кількість бійців загону. Або „у страху великі очі”, або тут враховані і ті, хто якимось чином допомагав загону. Самих же бійців було не більше 25-ти. Партизани повертали назад відібраний хліб, знищували комнезами та ревкоми.
Від їх рук, як свідчать ті ж записи вчителів, загинули: голова комітету Петро Колесник, активісти Мирон Мостовик, Зоть Шутенко – перший комуніст в селі, та Андрій Кривицький. Саме завдяки повстанцям у селі голод не мав смертельних наслідків.
Тим часом про долю загону і її командира майже нічого невідомо. Хоча одна з найстаріших жінок села Ф. Мостовик (1915 р.н.), каже, що пам’ятає розмови про „Чорну бороду”. Розповідали, що його було вбито в Голочому лісі. Звідти тіло привезли і поховали на сільському цвинтарі, та, як зазначила Фросина Терентіївна, „совєти викопали тіло і де воно поділося, ніхто не знає. Але на тому місці досі зберігається камінь, який був установлений на могилі „Чорної бороди”.
Очевидно, отаман „Чорна борода” відігравав неабияку роль, якщо його боялися навіть після смерті.
Нову, радянську владу активно підтримували Петро Іскрук (пізніше голова сільського ревкому), голова волосного ревкому Костянтин Бугаєнко, а також Тодосій Тетієвський, Микола Тетієвський, Іван Заболотний, Герман Заболотний, Прокіп Рокочук, Андрон Тетієвський. Загалом таких (в основному це біднота) налічувалося до 40 осіб.
У 1922 році була утворена Рада депутатів трудящих. Комуністична організація на селі появилась ще в 1920 році, а в 1921-му і комсомольська організація, секретарем якої став Т. Філіповський. Першими комсомольцями були: Тихін Іскрук, Калень Бугай, Ловен Мостовик, Тодор Чоловський, Овсій Павлюк, Юхим Окіпняк. Комсомольці вели боротьбу з політичними опонентами, самогоноварінням, організовували „лікнепи” – гуртки з ліквідації неписьменності тощо. Пізніше вони були серед тих, хто вимітав з селянських осель останній хліб і організовував голодомор. Піонерська організація виникла в 1924-1925 рр.
Після встановлення московської окупації, більшовицька влада почала будувати господарське життя на селі на свій лад. “Безземельним та малоземельним селянам було розділено поміщицьку землю. Частина селян, що не мали тягла та інвентарю, об’єдналися в товариства спільного обробітку землі. Сільськогосподарський інвентар для них було дано із бувших маєтків економії. “СОЗ”, як перша форма сільськогосподарської кооперації приступила до роботи в жовтні 1923 року” (13).
Перший колгосп було створено 1929 року в результаті об’єднання 20-30 бідняцьких господарств в одне. Назвали його „Червона зірка”. Організаторами колгоспу записали Тодосія Тетієвського, Якова Крижанівського, Тита Іскрука, Микиту Маржинова, Матвія Кривоуса, М. Вареник, Тодоску Тетієвську, Костянтина Бугаєнка.
Через рік почалася суцільна колективізація і вже в 1931 році у селі було шість колгоспів. До згадуваної вже „Червоної зірки” добавилися: „Третій вирішальний”, „До світла”, „5-річка за чотири роки”, „25-ти тисячник” та „Нове життя”.
Суцільна колективізація носила примусовий характер. Спочатку, ніби, пропонували: здавай землю, реманент, коней, худобу і вступай в колгосп, будемо будувати комунізм – рівноправне для всіх суспільство, у якому всі будемо однаково трудитися і однаково отримувати прибутки. Така ідея прийшлася до смаку біднякам. Їм не було що втрачати. Але ті, хто нажив і примножував своє добро важкою щоденною працею, той не мав бажання вступати в спілку і ділити свій достаток порівну з бідним та ледачим. Вони тільки відчули смак справжньої творчої роботи, тільки-но (в 1922 році) отримали землю і раптом мусили з нею розпрощатися, щоб знову працювати на когось. Віддавай нажите добровільно і вступай до колгоспу, або підеш білі ведмеді пасти. Проте Лука Марченко хоч і здав своє майно та хату в колгосп, все одно його разом з дружиною і дітьми було вислано до Сибіру. А уповноважений з району по колективізації Ремез так побив Онуфрія Луценка, за спротив колективізації, що той віддав Богу душу...
Примус породжував спротив. Але більшовицька влада вже мала досить засобів, аби поставити село на коліна. Один із них диявольськи простий, але дуже ефективний спосіб, після якого селянству і взагалі українському народові доведеться відроджуватися не одне десятиліття, можливо, й не одне століття. Це штучний голодомор, який відчутно підірве генетичний фонд українського народу, порушить усталені норми життя.
З початком колективізації взялися і за церкву. “Релігія – опіум народу”, – сказали більшовицькі вожді і почали нав’язували масам нову віру, придуману Марксом, Енгельсом та Леніним, – комунізм.
З першого дня колгоспи показали свою виробничу неефективність. Про це свідчать навіть народні прислів’я та частівки: “У колгоспі добре жить: один робить, сім лежить”, “Ребра гнуті, срака гостра – так і видно, що з колгоспу”, “Над хатою – серп і молот, а у хаті – смерть та голод”...
З колгоспів почали масово виходити люди. Але влада створювала такі умови, що селянину нікуди було діватися – або вмерти з голоду, або йти до колгоспу. “Буксирами”, вимітали з дворів, осель все, що було їстівне. Це був дуже трагічний час. Неспроста дехто його називає комуно-московським фашизмом. Важко навести приклад ще, де б так нещадно розправлялися з власним народом. Втім, чи міг грузинський єврей Сталін, поляк Косіор, єврей Хатаєвич, росіянин Постишев вважати українців власним народом? Звичайно, ні. Отож і робили вони з ним що хотіли. Щоб потім їх іменами називали колгоспи, а через якийсь період утрапити в петлю, куди на догоду своїм патронам відправляли інших. Саме так було і з Косіором, і з Хатаєвичем, і з Постишевим та багатьма іншими.
Скільки померло клинівських селян під час голодомору, важко сказати. Статистики ніхто не вів, навпаки все робилося, аби приховати справжні причини і розміри трагедії. Лише із здобуттям Україною незалежності почали досліджуватися ті жахливі сторінки нашої історії.
У 1991 році, майже через 60 років сільська рада спробувала скласти списки загиблих. Людська пам’ять зберегла 27 імен. Хоча справжня кількість жертв в кілька разів вища. Такої думки свідки трагедії.
Змилувалася влада над народом лише восени 1933-го.
І все ж найстрашніше було позаду. Тиск влади спав, зібрано значно більше хліба. Голови клинівських колгоспів Грудзінський, Рибак, Бугай, Крижановський і Гіренко (головою шостого колгоспу на той час був Мостовик) у жовтневому рапорті з нагоди 16 роковин революції в газеті «Більшовицький шлях» писали, що: «сівбу закінчено на 101 проц. засіявши 1402 гектари, замість плану – 1385, цукровий буряк цілком закінчено копати на площі 251 гектар , з якого накопано 37700 центнерів, кожен гектар дав урожайності 150,5 центнера, хлібоздачу по колгоспному сектору виконано на 100 проц., фінзавдання та інші». В цьому ж номері газети, можна почитати про натуральну оплату праці селян. Наприклад: «Ударник Шутенко Харітон має 313 трудоднів на яких уже отримав 70 пудів озимого хліба, 15 пудів гречки і проса, 9 пудів соняшника, 12 пудів картоплі та ще має отримати 53 на свої трудодні...»
Село почало оживати. «Куркуль» був знищений. Люди поступово пристосувалися до нової форми праці, отримували певну кількість зерна, голодні смерті відійшли, хоча здоров’я живим через голод і недоїдання було підірвано надовго.
Завзяті клинівчани одними з перших налагодили колгоспне виробництво. Районна газета регулярно повідомляла про ударну працю хліборобів села.
У 1936 році колгосп „До світла” було перейменовано на колгосп імені Ворошилова, а колгосп „Нове життя” приєднали до колгоспу „5-річку за чотири роки”.
Замість шести колгоспів у селі залишилося чотири.
Під час німецької окупації колгоспи діяли, як і за радянської влади.
Мирне життя села порушила війна,. За якихось чверть століття після громадянської війни, голодомору та репресій це була третя жахлива трагедія для України. Люди жили на межі своїх фізичних і психічних можливостей. Не дивно, що одні воювали в Червоній Армії, дехто, натерпівшись лиха від московсько-більшовицької влади, став на бік німців, а дехто піднявся проти тих та інших.
Багато клинівчан були призвані до лав Червоної армії, але вже в кінці липня 41-го німецькі загарбники зайняли Клинове. На Ятрані і Синюсі йшли жорстокі бої – дві радянських 6 і 12 армії силувалися вирватися з оточення, завдаючи відчутних ударів німецьким завойовникам. У серпні в колишньому приміщенні церкви, яке з початку тридцятих використовувалося під клуб, а також у школі був розміщений тимчасовий лазарет. Сюди звозили поранених німецьких солдат, а також радянських військовополонених. Забезпечення лазарету продуктами лягло на плечі місцевих жителів. Багатьох радянських солдат, які потрапили в оточення, врятували клинівчани, переправляючи їх таємно в безпечні місця.
Нелегкими були роки німецької окупації. Але попри все люди жили, працювали, народжували дітей. Вони вірили, що прийде перемога. І не тільки вірили, а й робили все можливе від них для неї.
Нещадно громили загарбників на фронтах десятки клинівчан, серед них і Костянтин Петровський, який згодом стане Героєм Радянського Союзу та здобуде високе військове звання генерал-майора.
Освічена, патріотично налаштована молодь вступала в Організацію Українських націоналістів, щоб боротися за вільну Україну від московських комуно-більшовиків, які принесли українському народові голодомори, репресії, руйнацію моралі, та від німецько-фашистських загарбників, які також хотіли панувати над Україною і володіти її багатствами. Семеро з них після війни, незважаючи на те, що не вчинили жодного злочину проти власного народу, були заарештовані та засудженні до тривалого заточення у виправно-трудових таборах. Це Пантелеймон і Валентина Мостовики, Ніна та Анатолій Вареники, Іван і Михайло Закушняки, Віссаріон Луценко.
У 1943 році за кілька кілометрів від села в урочищі Голоче було розбите партизанське з’єднання генерала М. Наумова. Тих, хто вирвався з оточення, переслідували російські запроданці – козаки РОА (Русская освободітєльная армія) генерала Власова. Гармон Заболотний переховав кількох партизанів, за що йому потім окупанти спалили хату.
Допомогу партизанам надавали також Чарторийський Тит, Григоренко Федір, Рибак Павло, Марченко Семен, Маланич П., Паламарчук І., Шатковська І., Ряснюк Мотря, Бугай І.Т.
Мотрона Сергіївна Люльчак з Ковалівки, ризикуючи життям, переховувала важкопораненого воїна узбека Магді Абдуллаєва, який потрапив у фашистський полон і залишився живим, бо під час розстрілу у сусідньому селі Вербовому його рана виявилася не смертельною. Староста села Степан Лукович Заболотний не побоявся видати довідку, що Магді є уродженцем села. Павло Топольник надав йому цивільний одяг. Допомагали солдату й інші люди. Подвиг селян Ковалівки і Клинового має особливу вагу – вони врятували людину, яка потім багато зробить для розвитку науки в Узбекистані. Магді Абдуллаєв стане вченим, доктором наук, професором Бухарського педагогічного інституту.
Два роки клинівчани переховували у своєму селі і голованівського єврея Іллю Фегера. А коли його все-таки було розстріляно, він, хоч і юдей, був похований селянами на місцевому православному кладовищі.
Необхідно відмітити і те, з якою самопожертвою допомагали клинівські люди один одному. Під час однієї з облав у 1943 році власівцями, штаб яких знаходився в сусідньому Вербовому, було заарештовано і кинуто в Голованівську в’язницю більше десятка клинівчан. Всім їм загрожував розстріл. Багато доклав зусиль, щоб врятувати односельців від смерті староста Степан Заболотний. І йому це вдалося. Прикладів, коли люди не рахувалися ні з чим, аби лиш врятувати своїх односельців у Клиновому було чимало.
Були в селі і такі, хто добровільно служив на німців – це поліцаї Яків Вовченко, Пилип Шатковський, Семен Скитецький і Дмитро Гіренко. Довго не знала про долю свого чоловіка клинівчанка Дарка Шилюк. Думала, що він у Червоній армії, але, коли в 44-му окупанти спішно відступали, її чоловік несподівано появився на рідному порозі: «Дарко, люба, – сказав він, – не суди мене суворо. Мені було так: або прийняти смерть, або служити німцям. Я вибрав життя. І тепер змушений разом з ними відступати». Він навіть не розповів, що сталося. Пізніше стало відомо, що він доживав віка в Англії.
12 березня 1944 р. Клинове звільнили 7 повітряно-десантна дивізія і підрозділи 80 дивізії 4-ї гвардійської армії 2-го Українського фронту.
429 клинівчан брало участь у Великій Вітчизняній війні, 214 з них загинули смертю хоробрих, 33 стали інвалідами. Семеро відбули тяжке заслання від 10 до 20 років у сталінських концентраційних таборах за участь у національно-визвольному русі. Один із них – наймолодший – Анатолій Феодосійович Вареник воював у діючій Радянській Армії, був поранений у Калінінграді. Потім дослужував в армії у м. Томську. Заарештований перед демобілізацією в 1950 році і засуджений до 10 років ув’язнення. Через 5 років був звільнений, як особа, що скоїла «злочин» у неповнолітньому віці. Після цього А. Вареник працював у Кіровограді, закінчив на відмінно вечірню школу, вступив у Московський хімічний інститут. Потім працював у секретному науково-дослідному інституті в Москві. Внесок українського націоналіста, колишнього «ворога народу» у радянську науку був відзначений високими державними нагородами, у т. ч. орденом Леніна та Червоного Трудового Прапора. Помер в 1993 р.
Важко давалося відновлення зруйнованого і пограбованого господарства після звільнення села, особливо в 1944 і 1945 роках, коли ще тривала війна. Чоловіки на фронті, техніка розбита, найкращих коней теж забрали на фронт – якщо не німці під час відступу, то радянські під час наступу. Відбудова господарства лягла на плечі жінок, дітей та стариків.
Втім, і в наступні роки було не легше. У районній газеті, яка з 1938 року вже називалася «Сталінська правда», від 15 вересня 1946 року надруковано Постанову виконкому Голованівської райради трудящих і РК КП(б)У «Про оранку зяблі живим тяглом по колгоспах району», якою доводилися щоденні завдання оранки. Згідно цього завдання колгоспу «25000» необхідно було виорати 250 гектарів землі, щодня він мав поставити плугів: кінних – 8, коров’ячих – 10 і виорати ними не менше 7 гектарів. У колгоспі «Червона зірка» ці цифри відповідно були такими: 136, 6, 7 і 5; в імені Ворошилова – 77, 4, 4 і 3; «5-річці за 4 роки» - 51,4, 4 і 3; «3-й вирішальний» – 87, 3, 5 та 3. Досить промовистий документ. Якщо додати сюди, що за орачів часто були напівголодні діти та жінки, можна уявити, що довелося пережити нашим матерям та батькам, бабусям і дідам, якою ціною давалися їм ті гектари.
Однак вони докладали максимум зусиль, аби швидше налагодити своє життя, демонстрували справжні зразки трудового подвигу. Процитуємо ще одну замітку з тієї ж газети: «За високий урожай цукрових буряків 1947 року” (правопис збережено): “Ланкова Ірина Бугаєнко (артіль „Червона зірка» с. Клинове) вирішила не тоді брати зобов’язання боротися за високий урожай, коли треба починати сівбу, а вже тепер під час оранки на зяб закладати основу майбутнього врожаю. Ірина попросила правління виділити її площу під буряки. Коли її відвели б гектарів, вона з членами лайки вивезла 120 возів перегною і розкидала перед самою оранкою 70 центнерів мінеральних добрив. Сама Ірина стала пріщепщиком, щоб бачити, як буде перео-рювапі ися ґрунт. Виорало доброякісно — на глибину 25— 2 7 сант.Стахановка тов. Бугаєнко закликає виступити через газету «Сталінська правда» з досвідом готування високого врожаю цукрових буряків на Ї941 рік ланкових т. т, Качконоженко X. (артіль ім. Петровського), Колодійчук С. (артіль «Паризька Комуна») і Опалюк П. (артіль ім, Хрущова)."
120 возів перегною і 7 тонн мінеральних добрив було розкидано жіночими руками на поле... А ще необхідно наголосити, що це був 1946 рік. Рік недороду, рік коли знову вимагалося: "кров з носа, але план хлібозаготівлі треба виконати!"' Майже все. що було зібрано в полі, було вивезено на заготпункти. Часто ці жінки, які хотіли порадувати країну високими врожаями цукрових буряків, були напівголодні, погано одягнені. Їм не вдалося здійснити намічене. На весну в Україні знову запанував голод. Було чимало смертельних наслідків у селі, особливо коли люди вже дожили до врожаю.
Залишалося ще трохи потерпіти, але хтось не витримував, наїдався недозрілого зерна і шлунок від раптового навантаження зупинявся, наступала смерть...
22 червня 1950 року колгоспи „25-ти тисячник”, „Третій вирішальний” і „5-річка за чотири роки” об'єднались в один колгосп ім, Маленкова із загальною кількістю працездатних 760 осіб. Господарство очолив Микола Титович Бугаєнко. Того ж року до ім. Ворошилова приєднали колгосп „Червона зірка”, який очолив Назар Кіндратович Мимрук і в якому працювало 675 осіб.
Листаючи підшивки старих газет, знаходиш дуже багато матеріалу про Клинове. Здається воно найперше оговталося від наслідків німецької окупації. Пишуть про успішну роботу клубу, бібліотек, школи, драмгуртків. Але найбільше про досягнення колгоспу імені Маленкова.
Газета «Сталінська правда» від 21 вересня 1952 року присвятила обидві свої шпальти цьому господарству. В статті «Зримі риси комунізму» голова колгоспу М. Бугаєнко зокрема писав «В господарстві нашого колгоспу вже зримі риси комуністичного завтра. З кожним роком ми продукуємо есе більше і більше хліба, продуктів тваринництва і сировини, господарство нашого колгоспу озброєне першокласною технікою. В післявоєнні роки розвиток господарства колгоспу особливо відзначився широким розгортанням будівництва господарських приміщень, механізації ферм. Колгоспні будівельники швидко відбудували зруйновані під час окупації господарські будівлі і ферми. За цей час збудовано нові стандартні, довговічні будівлі: 2 воловники, 3 корівники, 2 свинарники, 2 пташники, водонапірну башто з водопроводом і автонапуванням, механічним доїнням 250 корів. В цьому році наші будівельники закінчують спорудження 2 типових корівників з цегли, телятник. Успіхи в будівництві забезпечено спорудженням механізованого цегельного заводу, який задовольняв наші потреби в будматеріалі.
Високотоварність нашого господарства — це результат застосування високої культури землеробства. В колгоспі введена травопільна система. В кожній 3 трьох сівозмін освоєно по 2 поля трав...»
Мільйонні прибутки (одне з небагатьох в районі) довго отримувало клинівське господарство. Навіть тоді, коли через два роки колгоспи ім. Маленкова та ім. Ворошилова об’єдналися в один. Влітку 1957-го цей об’єднаний колгосп отримав ім’я XX з’їзду КПРС, на якому рік тому М. С. Хрущов насмілився на весь світ сказати страшну правду про методи і стиль діяльності Компартії, засудив культ Сталіна, волюнтаризм керівництва і проголосив зміну курсу партії у побудові комунізму, приділяючи більше уваги конкретній людині.
Необхідно сказати, що “хрущовська відлига”, як потім історики будуть називати цей період, стимулювала людей до нових звершень. Село отримало новий поштовх до розвитку. За колгоспом імені XX з’їзду КПРС (голова М. Т. Бугаєнко) було закріплено 3446 гектарів сільськогосподарських угідь, у т. ч. 3300 гектарів орної землі, на яких вирощували зернові та технічні культури, а також утримували воли, коні, корови, вівці, свині, кури, гуси, качки та індики. Колгосп мав свою пасіку, три ставки, у яких вирощували дзеркального коропа. Це був час трудового піднесення колгоспного руху. Зі смертю Сталіна відійшли у минуле непомірні податки, безоплатна праця, всесильність карних органів тощо.
Найбільшої колгоспної слави в ті роки зажила ланкова Палагея Тимофіївна Громійчук (28.10.1916-16.03.1990). За вирощування високих врожаїв цукрових буряків (400 і більше центнерів солодких коренів з гектара) їй було присвоєне звання Героя соціалістичної праці з врученням ордену Леніна (цим орденом вона нагороджена тричі). Трудівницю не раз обирали делегатом з’їздів КПРС, депутатом Верховної Ради УРСР 5–8-го скликань.
Загалом більше сотні хліборобів Клинового відзначені урядовими нагородами, серед них найвищою нагородою колишнього СРСР – орденом Леніна: голови колгоспу М. Т. Бугаєнко (двічі) та А. Ф. Звенигородський, ланкова Г. Н. Галак, бригадири Н. К. Мимрук, X. М. Заболотний, І. Н. Бугай, Г. Е. Ковальчук, колгоспники О. В. Веровенко, Л. М. Вареник, В. В. Мазур, І. Т. Бугаєнко, К. Т. Непомнящий. Їх трудом міцніло господарство, заможнішало село. В окремі роки хлібороби збирали на круг до 50 центнерів хліба.
Після Миколи Титовича Бугаєнка колгосп очолювали Наговський, Анатолій Федорович Звенигородський, Микола Якимович Коробко, Василь Романович Чеберяк. Зимою 1982 року головою колгоспу було обрано Василя Петровича Гайдая.
Колгосп проіснував до 1992 року, коли його було реформовано в КСП, а ще через кілька років – в товариство з обмеженою відповідальністю агрофірма «Промінь», яке очолює донині В. П. Гайдай.
Протягом багатьох років головну роль на селі відігравав колгосп, у якого були основні засоби виробництва і кошти. Державну ж владу представляла сільська рада народних депутатів. Головами виконавчого комітету сільради працювали Костянтин Кононович Бугаєнко, Михей Кошовий, Сергій Ягуцький, Марко Кошовий, Андрій Кравцан, Олександр Федорович Козлов, Леонід Ченцов, Василь Миколайович Пустовіт, Пантелей Лаврентійович Тетієвський, Анатолій Явдокимович Тетієвський, Григорій Тимофійович Лелюх, нині головує Дмитро Павлович Горячківський. Усі вони докладали багато зусиль, щоб у селі завжди був належний порядок, допомагали односельцям вирішувати життєві проблеми.

## Населення
Згідно з переписом УРСР 1989 року чисельність наявного населення села становила 1152 особи, з яких 486 чоловіків та 666 жінок.
За переписом населення України 2001 року в селі мешкало 945 осіб.

### Мова
Розподіл населення за рідною мовою за даними перепису 2001 року:
| Мова       | Відсоток |
| ---------- | -------- |
| українська | 96,39 %  |
| російська  | 3,61 %   |